# ارگون (میزوری)
آرگون (به انگلیسی: Oregon) یک شهر در ایالات متحده آمریکا است که در شهرستان هالت، میزوری واقع شده‌است. آرگون ۲٫۵۹ کیلومتر مربع مساحت و ۸۵۷ نفر جمعیت دارد و ۳۳۳ متر بالاتر از سطح دریا قرار دارد.